# Pine City
Pine City è una città degli Stati Uniti d'America, situata in Minnesota, nella Contea di Pine, della quale è anche capoluogo.